# Кинилав
Кинилав (буквально «съеденный сырым») — филиппинское блюдо из сырых морепродуктов и метод их приготовления. В рамках этого способа приготовления для изменения природных свойств ингредиентов используются уксус и кислые фруктовые соки (обычно цитрусовые), также способ можно использовать для приготовления мяса и овощей. Блюда-кинилав обычно едят в качестве аппетайзера перед едой или как закуску (таг. pulutan) к алкогольным напиткам. Кинилав также иногда называют килавином, особенно на севере Филиппин, но термин килавин чаще применяется к похожему слегка обжаренному мясному блюду.

## Описание
Самым распространенным блюдом кинилав является кинилав на исда («рыбный кинилав»), приготовленный с использованием сырой нарезанной кубиками рыбы, смешанной с уксусом (обычно кокосовым или тростниковым) в качестве основного денатурирующего агента; также используется подкисляющий агент для усиления терпкости, например, каламондин, лайм, бьясонг, билимби, тамаринд, зелёные манго, балимбинг и зелёные момбины. Блюдо приправляют солью и специями — чёрным перцем, имбирём, луком и перцем чили (обычно сорта силинг лабуйо). Средняя порция рыбного кинилава содержит всего 147 калорий.
Чтобы нейтрализовать рыбный привкус и кислотность, перед подачей обычно добавляют также вытяжки из тёртой мякоти табон-табона, дунгона или молодых кокосов. Подобным образом используют экстракты из соскобов коры деревьев бакаван или момбинов, богатые танинами. Некоторые региональные варианты для смягчения кислого вкуса также включают кокосовое молоко, сахар или безалкогольные напитки.
В основном для кинилава используется рыба — испанская макрель, королевская макрель, ваху, марлин, рыба-меч, желтопёрый тунец, ханос, акула и анчоусы. Можно использовать креветки, кальмаров, моллюсков, устриц, крабов, икру морских ежей, морские водоросли, медуз, корабельных червей или даже личинок жуков.
Морепродукты должны быть свежими и надлежащим образом очищенными, чтобы снизить риски для здоровья, связанные с употреблением в сыром виде. Некоторые виды, например, кальмаров, необходимо бланшировать, чтобы сделать мясо нежнее.

### Салаты
Кинилав также относится к блюдам, в которых используются сырые фрукты и овощи, маринованные в уксусе и специях, в этом случае блюда иногда называют испанским термином ensalada («салат»). Используются огурец, горькая дыня, молодые листья батата, молодая папайя, диплазиум и цветки банана.

## История
Кинилав родом с Филиппин. В ходе археологических раскопок балангая в Бутуане (датируемых примерно X—XIII вв. н. э.) были обнаружены остатки разрезанных пополам плодов табон-табон и рыбьи кости, по разрезам которых можно предположить, что их нарезали кубиками, что указывает на то, что подобный процесс приготовления пищи насчитывает не менее тысячи лет. Он также был описан испанскими колонистами и исследователями Филиппин, причем самое раннее упоминание содержится в Vocabulario de la lengua tagala (1613) под названиями cqinicqilao и cquilao — это испанизированное написание бисайского глагола kilaw («есть сырым») и однокоренного прилагательное hilaw («сырой», «неприготовленный» или «неспелый»). Также кинилав упоминается в Vocabulario de la lengua Pampanga en Romance (1732) как quilao и в издании Vocabulario de la lengua tagala 1754 года как quilauin.
В отличие от латиноамериканских севиче, в которых используются исключительно цитрусовые соки (исходно нетипичные для Америки), в кинилав в основном используется сочетание уксуса и цитрусовых (типичных для тропической Азии), а также других кислых фруктовых соков.

## Региональные названия и варианты
Некоторые из старейших сохранившихся вариантов кинилава происходят с южных Висайских островов и Северного Минданао, например, кинилав Кагаяна-де-Оро и бинакхау Думагете. Оба варианта, как показывают археологические находки Бутуана — прямые потомки древних висайских методов приготовления. Это оригинальные версии, в которых используются фрукты табон-табон и дунгон соответственно.
В нескольких регионах Филиппин существуют местные фирменные блюда или названия блюд «кинилав». На севере Филиппин иватаны с островов Батанес называют кинилав латавен. На юге Филиппин сулу с островов Сулу называют рыбный кинилав словом «лавал». В отличие от других блюд кинилау, в лавале уксус используется только для мытья рыбы, а цитрусовые и другие подкислители используются для денатурации мяса рыбы. Среди народа баджо способ известен как килау или кинилау и иногда в него в качестве подкислителя добавляют незрелые манго. Среди народа маранао на юго-западе Минданао биаринг — это разновидность кинилау, приготовленная из мелких креветок. Это региональное любимое блюдо, которое примечательно тем, что в идеальном варианте креветки надо готовить ещё живыми.
В распространённом способе подачи кинилау на островах Висайи и Минданао, синугла, рыбный кинилау (обычно из тунца) сочетается со свиной грудинкой, приготовленной на углях.